# یاکونووو
یاکونووو (به لاتین: Jakunowo) یک روستا در لهستان است که در گمینا ونگوژوو واقع شده‌است.